# Nicolò Ferrari
Nicolò Ferrari (* 24. April 1928 in Camogli) ist ein italienischer Dokumentarfilmer, Filmregisseur und Drehbuchautor.

## Leben
Ferrari war nach seinem Abitur im Filmclub von Genua aktives Mitglied und arbeitete an Projekten der Federazione Italiana Circoli del Cinema (FICC), woraufhin er auch Erfahrungen als Herausgeber sammelte. 1950 zog er nach Rom und begann mit Arbeiten als Dokumentarfilmer und Regieassistent, häufig für Romolo Marcellini und Roberto Rossellini. Mit Laura nuda debütierte Ferrari 1961 im Spielfilmbereich. Der von den Kritikern begrüßte Film hatte Probleme mit der Zensur. 1969 und 1994 folgten zwei weitere Arbeiten, die das Format seines Erstlings allerdings nicht erreichen konnten.
Seine Tätigkeit als Dokumentarist begleitete Ferrari sein ganzes Schaffen hindurch.

## Filmografie (Auswahl)
- 1961: Die großen Spiele (La grande olimpiade) (Dokumentarfilm)
- 1961: Laura nuda
- 1969: Mio Mao
- 1994: Alla preferia dell'impera